# 민서
민서(본명: 김민서, 1996년 4월 9일 ~ )는 빌엔터테인먼트 소속의 대한민국의 가수, 배우이다. 민서는 Mnet 《슈퍼스타K 7》에 출연해 이름을 알렸으며 TOP 8에 선정되었다. 이후 2016년 미스틱엔터테인먼트와 전속 계약을 체결한 뒤 가수 가인과 함께 영화 《아가씨》의 사운드트랙 《임이 오는 소리》를 발매하였다. 또한 가수 윤종신의 《2016 월간 윤종신 10월호》, 《2016 월간 윤종신 11월호》, 《2017 월간 윤종신 11월호》의 가창자로 선정되었다.
민서는 2018년 자신의 데뷔 프로젝트 《The Diary of Youth》의 싱글 《멋진 꿈》을 발매하며 정식으로 데뷔하였다.
2023년 미스틱스토리 계약 종료후 빌엔터테인먼트로 이직하였다.

## 활동

### 1996-2015: 초기 생애
민서는 1996년 4월 9일 서울특별시에서 태어나 광주광역시에서 성장했다. 민서는 어린 시절부터 어린이합창단에 가입하며 각종 동요제에 나가는 등 노래를 좋아했다. 중학교 3학년이 되던 해 갑작스러운 아버지의 사업 실패로 가세가 기울자, 음악의 꿈을 키워나가기 위해 아르바이트를 전전했다고 한다. 민서는 15살부터 걸 그룹 여자친구의 은하, 신비와 함께 걸그룹을 준비하였으나 18살에 회사를 퇴사하였다. 민서는 2015년 한양여자대학교 실용음악과에 입학하였다. 민서는 국가장학금의 보조 하에 대학을 재학하였으나 경제적인 이유로 휴학을 하였다.

### 2015~2017: 데뷔 준비
민서는 데뷔 전 Mnet의 서바이벌 오디션 프로그램 《슈퍼스타K 7》에 참가하였다. 2015년 8월 20일 민서는 Mnet 《슈퍼스타K 7》 선공개 영상을 통해 공개되어 대중들에게 관심을 받았다. 《슈퍼스타K 7》 예선에서 민서는 심사위원 윤종신, 백지영, 에일리로부터 "정말 여자 우승자 후보인 것 같다,"라는 극찬을 들으며 합격하였다. 민서는 1차 본선에서 유용민, 이지희와 함께 박지윤의 〈환상〉을 불렀으나 탈락하였다. 그러나 탈락 후 심사위원들에 의해 추가 합격하였다. 민서는 마지막 본선에서 길민지와 함께 아이유의 〈나만 몰랐던 이야기〉를 부룬 뒤 합격하여 생방송 결선에 진출하였다. 민서는 TOP 10 무대에서 강수지의 〈흩어진 나날들〉을 가창한 뒤 합격하여 TOP 8에 진출하였다. 민서는 TOP 8 무대에서 장덕의 〈소녀와 가로등〉을 가창하였다. 그러나 탈락자로 선정되어 TOP 6에 진출하지 못하였다. 민서는 Mnet 《슈퍼스타K 7》 탈락 후 다수의 기획사로부터 걸 그룹 메인보컬을 제의받았다. 또한 Mnet 《PRODUCE 101》 출연 역시 제의받았다. 다만 아이돌 음악은 본인이 추구하는 음악과 거리가 멀고 아이돌로서 요구되는 능력 등이 부담이 되어 거절하였다.
2016년 5월 27일 민서는 미스틱엔터테인먼트의 산하 음악 레이블 에이팝 엔터테인먼트와 전속 계약을 체결하였다. 6월 3일 민서는 같은 소속사 가인과 함께 영화 《아가씨》의 사운드트랙 싱글 《임이 오는 소리》를 발매하였다. 10월 14일 가수 윤종신은 자신의 인스타그램 계정을 통해 민서가 미스틱엔터테인먼트의 음악 플랫폼 월간 윤종신의 가창자로 참여하는 것을 밝혔다. 10월 18일 자정 민서는 가수 윤종신과 함께한 《2016 월간 윤종신 10월호》를 발매하였다. 또한 모델 주우재와 함께 타이틀곡 〈처음〉의 주인공으로 발탁되어 데뷔 이후 처음으로 연기를 시도하였다. 11월 23일 가수 윤종신은 민서가 월간 윤종신 프로젝트에 다시 참여하는 것을 밝혔다. 이는 월간 윤종신 프로젝트 처음으로 가창자가 두 달 연속으로 참여하는 이례적인 일이다. 이에 대해 민서는 "'월간 윤종신' 작업을 한번 더 함께 할 수 있게 되었다. 연달아 작업할 수 있어서 저는 너무 영광이었고 즐거웠다."라고 자신의 인스타그램 계정을 통해 소감을 밝혔다. 또한 같은 날 민서는 《2016 월간 윤종신 11월호》의 모션 포스터를 공개하였다. 11월 25일 민서는 새 싱글 발매 전 사진작가 김중만과 함께 작업한 사진을 공개하였다. 김중만은 민서에 대해 "헝클어진 머리, 생각이 많은 듯한 표정과 시선, 굳게 다문 입술의 민서에게서는 비련의 여주인공의 모습이, 질끈 묶은 머리, 어깨선을 드러내고 정면을 바라보는 민서에게서는 꾸미지 않은 청순한 여인의 모습이 보인다."라고 호평하였다. 11월 27일 자정 민서는 윤종신과 함께 《2016 월간 윤종신 11월호》를 발매하였다. 이번 타이틀곡 〈널 사랑한 너〉의 뮤직비디오에서도 주인공으로 선정되었다. 같은 날 오후 5시 민서는 서울특별시 이화여자대학교 삼성홀에서 진행된 윤종신의 콘서트 《작사가 윤종신 콘서트 특강 2교시》 서울 공연에서 〈사라진 소녀〉를 가창하였다. 12월 25일 민서는 소속사 미스틱엔터테인먼트의 공식 네이버 TV 채널을 통해 〈The Christmas Song〉의 커버 영상을 공개하였다.
2017년 11월 6일 민서는 데뷔 음반을 발매할 것을 밝혔다. 데뷔 음반은 프로듀서 조영철이 제작을 맡았다. 11월 15일 민서는 데뷔 전 가수 윤종신의 월간 윤종신 프로젝트에 가창자로 선정되어 디지털 싱글을 발매할 것을 밝혔다. 민서가 참여한 《2017 월간 윤종신 11월호》의 타이틀곡 〈좋아〉는 지난 6월 22일 가수 윤종신이 음악 플랫폼 LISTEN을 통해 발매한 《LISTEN 010 좋니》의 답가로 알려졌다. 〈좋아〉는 발매 뒤 약 2주가량 멜론과 지니 등의 주요 실시간 차트에서 1위에 순위되었다. 성공적인 음악적 성과에 힙입어 민서는 이례적으로 공식 데뷔 전 KBS2 《뮤직뱅크》, MBC 《음악중심》, SBS 《인기가요》의 1위 후보에 선정되었다. 12월 1일 민서는 KBS2 《뮤직뱅크》를 통해 생방송 음악 방송에 처음으로 출연하였다. 민서는 12월 3일 SBS 《인기가요》와 12월 8일 KBS2 《뮤직뱅크》에서 정식 데뷔 전 음악 방송 1위에 선정되었다.

### 2018~현재: 《The Diary of Youth》
2018년 2월 14일 미스틱엔터테인먼트는 민서의 데뷔 일정이 3월 초로 연기되었다고 밝혔다. 지난 해로 예정되어있던 데뷔 일정은 윤종신과 함께 발매한 〈좋아〉의 성공으로 인해 미루어졌다고 밝혔다. 민서는 데뷔 음반을 발매하기 앞서 "저의 색다른 목소리와 음악을 만나볼 수 있을 것"이라고 소감을 밝혔다. 2월 23일 민서는 데뷔 음반 《The Diary of Youth》의 명칭과 발매일, 커버 이미지 및 타이틀곡 〈멋진 꿈〉의 제목을 공개하였다. 미스틱엔터테인먼트 측은 민서의 음반에 대해 20대 청춘을 대변하는 민서가 4편의 일기를 통해 청춘의 공감대를 써내려간다는 의미를 담고 있다고 밝혔다. 2월 26일 민서는 콘셉트 포토를 공개하였다. 또한 민서는 타이틀곡 〈멋진 꿈〉을
시작으로 4곡을 순차적으로 발표할 것을 밝혔으며, 타이틀곡 〈멋진 꿈〉에 대해 연애를 글로 배운 여자가 처음 느끼는 풋풋한 설렘을 담은 노래라고 밝혔다. 2월 28일 민서는 두 번째 콘셉트 포토를 공개하며 타이틀곡 〈멋진 꿈〉에 작곡가 이민수와 작사가 김이나가 참여한다는 것을 밝혔다. 3월 5일 민서는 데뷔 타이틀곡 〈멋진 꿈〉의 티저 영상을 공개하였다. 3월 6일 민서는 데뷔 음반 프로젝트 《The Diary of the Youth》의 첫 번째 싱글 《멋진 꿈》을 발매하며 데뷔하였다.
4월 12일 민서는 콘셉트 포토를 공개하며 오는 4월 19일 데뷔 음반 프로젝트《The Diary of Youth》의 두 번째 곡을 발표할 것을 밝혔다. 4월 13일 두 번째 콘셉트 포토를 공개하며 새 싱글 〈알지도 못하면서〉의 곡명을 밝혔다.

## 학력
- 아현산업정보학교 실용음악과 (졸업)[2]
- 한양여자대학교 실용음악과 (휴학)

## 음반 목록

### EP
| 제목                   | 정보                                                                                                  | 가온 앨범 차트 | 가온 앨범 차트 | 가온 앨범 차트 | 판매량 |
| 제목                   | 정보                                                                                                  | 주간           | 월간           | 연간           | 판매량 |
| ---------------------- | --- | -------------- | -------------- | -------------- | ------ |
| 《The Diary of Youth》 | - 발매일: 2019년 1월 29일 - 발매사: 카카오엠 - 기획사: 미스틱엔터테인먼트 - 포맷: CD, 디지털 다운로드 | 48             | -              | -              | -      |

### 디지털 싱글
- 2018: 《멋진 꿈》
- 2018: 《이상한 애》
- 2018: 《알지도 못하면서》
- 2018: 《Is Who》
- 2018: 《ZERO》

### OST
- 2016: 〈임이 오는 소리〉 (With 가인) - 영화 《아가씨》 OST
- 2017: 〈질투하나봐〉 - 드라마 《저글러스》 OST
- 2019: 〈터벅터벅〉- 웹드라마 OST
- 2019: 〈The first Love〉 - 〈사이코메트리 그 녀석〉OST

### 노래
| 연도   | 제목                  | 가온 디지털 차트 | 가온 디지털 차트 | 가온 디지털 차트 | 다운로드        | 음반                 |
| 연도   | 제목                  | 주간             | 월간             | 연간             | 다운로드        | 음반                 |
| ------ | --------------------- | ---------------- | ---------------- | ---------------- | --------------- | -------------------- |
| 2017년 | "좋아" (With. 윤종신) | 1                | 5                | 93               | - KOR: 657,857+ | 《행보 2017 윤종신》 |

### 참여 음반
- 2015: 《슈퍼스타K7 TOP10》
- 2015: 《슈퍼스타K7 TOP8》
- 2016: 《아가씨 OST》
- 2017: 《행보 2016 윤종신 / 작사가 윤종신 Live Part 2》
- 2018: 《행보 2017 윤종신》

### 참여 싱글
- 2016: 〈처음〉 - 윤종신 디지털 싱글 《2016 월간 윤종신 10월호》
- 2016: 〈널 사랑한 너〉 - 윤종신 디지털 싱글 《2016 월간 윤종신 11월호》
- 2017: 〈좋아〉 - 윤종신 디지털 싱글 《2017 월간 윤종신 11월호》
- 2018: 〈그래서〉 - 정키 정규 음반 《RETRO》

### 뮤직비디오
- 2016: 윤종신, 민서 〈처음〉
- 2016: 윤종신, 민서 〈널 사랑한 너〉
- 2018: 민서 〈멋진 꿈〉
- 2018: 민서 〈알지도 못하면서〉
- 2018: 민서 〈Is Who〉
- 2018: 민서 〈Zero〉
- 2019: 폴킴, 민서 〈2 cm〉
- 2019: 민서 〈터벅터벅〉

## 음반 외 활동 목록

### 드라마
| 일시   | 방송사   | 프로그램명              | 역할   |
| ------ | -------- | ----------------------- | ------ |
| 2017년 | JTBC     | 《어쩌다 18》           | 다은   |
| 2019년 | tvN      | 《좀 예민해도 괜찮아2》 | 윤주   |
| 2019년 | 웹드라마 | 《어쨌든 기념일》       | 공유진 |
| 2021년 | KBS2     | 《이미테이션》          | 유리아 |

### 예능

#### 고정 출연
| 일시   | 방송사 | 프로그램명      |
| ------ | ------ | --------------- |
| 2015년 | Mnet   | 《슈퍼스타K 7》 |

!2022년
SBS
|《골 때리는 그녀들》FC발라드림 선수

#### 게스트
| 일시   | 기간     | 방송사     | 프로그램명                                                                     |
| ------ | -------- | ---------- | ------------------------------------------------------------------------------ |
| 2017년 | 7월 12일 | MBC every1 | 《주간 아이돌》                                                                |
| 2017년 | 10월 8일 | KBS2       | 《건반 위의 하이에나》                                                         |
| 2018년 | 2월 15일 | MBC        | 《설특집 2018 아이돌스타 육상 볼링 양궁 리듬체조 에어로빅 선수권대회》         |
| 2018년 | 2월 16일 | MBC        | 《설특집 2018 아이돌스타 육상 볼링 양궁 리듬체조 에어로빅 선수권대회》         |
| 2018년 | 5월 13일 | MBC        | 《미스터리 음악쇼 복면가왕》 - 김삿갓 김삿갓 김김 삿갓삿갓 베트남소녀 (준우승) |
| 2018년 | 5월 20일 | MBC        | 《미스터리 음악쇼 복면가왕》 - 김삿갓 김삿갓 김김 삿갓삿갓 베트남소녀 (준우승) |

#### 음악 방송
| 일시   | 기간      | 방송사 | 프로그램명            | 활동곡              |
| ------ | --------- | ------ | --------------------- | ------------------- |
| 2017년 | 10월 12일 | EBS    | 《스페이스 공감》     | 〈처음〉            |
| 2017년 | 10월 12일 | EBS    | 《스페이스 공감》     | 〈오르막길〉        |
| 2017년 | 12월 1일  | KBS2   | 《뮤직뱅크》          | 〈좋아〉            |
| 2017년 | 12월 2일  | MBC    | 《쇼! 음악중심》      | 〈좋아〉            |
| 2017년 | 12월 3일  | SBS    | 《인기가요》          | 〈좋아〉            |
| 2018년 | 1월 13일  | KBS2   | 《유희열의 스케치북》 | 〈좋아〉            |
| 2018년 | 1월 13일  | KBS2   | 《유희열의 스케치북》 | 〈1월부터 6월까지〉 |

### 라디오

#### 게스트
| 일시   | 기간     | 방송사        | 프로그램명                               |
| ------ | -------- | ------------- | ---------------------------------------- |
| 2018년 | 3월 7일  | MBC FM4U      | 《두시의 데이트 지석진입니다》           |
| 2018년 | 3월 7일  | SBS 파워FM    | 《NCT의 night! night!》                  |
| 2018년 | 3월 8일  | MBC FM4U      | 《정오의 희망곡 김신영입니다》           |
| 2018년 | 3월 9일  | SBS 파워FM    | 《최화정의 파워타임》                    |
| 2018년 | 3월 9일  | KBS 쿨FM      | 《이홍기의 키스 더 라디오》              |
| 2018년 | 3월 12일 | 아리랑 라디오 | 《Super K-Pop》                          |
| 2018년 | 3월 13일 | SBS 파워FM    | 《박소현의 러브게임》                    |
| 2018년 | 3월 14일 | SBS 파워FM    | 《아름다운 이 아침 김창완입니다》        |
| 2018년 | 3월 14일 | CPBC 라디오   | 《한낮의 가요선물 이동우, 김다혜입니다》 |
| 2018년 | 3월 14일 | KBS 쿨FM      | 《온주완의 뮤직쇼》                      |
| 2018년 | 3월 25일 | SBS 러브FM    | 《송은이, 김숙의 언니네 라디오》         |
| 2018년 | 3월 29일 | SBS 파워FM    | 《존박의 뮤직하이》                      |
| 2018년 | 6월 12일 | KBS 쿨FM      | 《박명수의 라디오쇼》                    |

### 광고
- 2016: 삼성전자 - 삼성 갤럭시 S7 엣지[20]
- 2017: 넥슨 - 던전앤파이터

### 화보
- 2017: 《나일론》 8월호
- 2018: 《데이즈드》 2월호
- 2018: 《빅이슈》 4월호
- 2018: 《쎄씨》 4월호

## 콘서트 목록

### 페스티벌
- 2017: 《2017 멜로디 포레스트 캠프》
- 2017: 던전앤파이터 Origin
- 2017: 던전앤파이터 Live concert
- 2017: 던전앤파이터 페스티벌
- 2018: 《라이프플러스 벚꽃 피크닉 페스티벌 2018》
- 2018: 《로하스 벚꽃뮤직 페스티벌》
- 2018: 던전앤파이터 페스티벌

## 수상 및 후보 목록

### 멜론 뮤직 어워드
| 연도   | 수상 부분   | 작품 | 결과 |
| ------ | ----------- | ---- | ---- |
| 2018년 | 여자 신인상 | 빈칸 | 후보 |

### 가온차트 뮤직 어워드
| 연도   | 수상 부분                   | 작품     | 결과 |
| ------ | --------------------------- | -------- | ---- |
| 2018년 | 올해의 가수상 음원부문 11월 | 〈좋아〉 | 후보 |
| 2018년 | 팬투표 인기상               | 빈칸     | 후보 |

### 홍콩 아시안 팝 뮤직 페스티벌
| 연도   | 수상 부분              | 작품     | 결과 |
| ------ | ---------------------- | -------- | ---- |
| 2018년 | Best Vocal Performance | 〈좋아〉 | 수상 |
| 2018년 | Top Viewer's Choice    | 빈칸     | 후보 |

### 기타 시상식
| 연도   | 수상 내역              |
| ------ | ---------------------- |
| 2015년 | - Mnet 슈퍼스타K 7 7위 |

### 가요 프로그램 1위

#### KBS 뮤직뱅크
| 연도   | 일시     | 작품     | 결과 |
| ------ | -------- | -------- | ---- |
| 2017년 | 12월 1일 | 〈좋아〉 | 후보 |
| 2017년 | 12월 8일 | 〈좋아〉 | 수상 |

#### MBC 쇼! 음악중심
| 연도   | 일시      | 작품     | 결과 |
| ------ | --------- | -------- | ---- |
| 2017년 | 11월 25일 | 〈좋아〉 | 후보 |
| 2017년 | 12월 2일  | 〈좋아〉 | 후보 |

#### SBS 인기가요
| 연도   | 일시     | 작품     | 결과 |
| ------ | -------- | -------- | ---- |
| 2017년 | 12월 3일 | 〈좋아〉 | 수상 |